# The Mysteries of Laura
The Mysteries of Laura è una serie televisiva statunitense trasmessa per due stagioni dal 2014 al 2016 su NBC. 
Ideata da Jeff Rake, Carlos Vila e Javier Holgado, è basata sulla serie spagnola Los misterios de Laura.
In Italia viene trasmessa per la prima volta dal 5 settembre 2015 sul canale del digitale terrestre a pagamento Premium Stories, mentre in chiaro viene trasmessa dal 24 maggio 2016 su TOP Crime.
Il 14 maggio 2016 la NBC ha ufficialmente cancellato la serie dopo due stagioni trasmesse.

## Trama
La serie riguarda la vita di Laura Diamond, una detective che si occupa di omicidi per il dipartimento di polizia di New York. Madre di due figli gemelli, sposata con il suo capo al quale vuole chiedere il divorzio.

## Episodi
| Stagione         | Episodi | Prima TV USA | Prima TV Italia |
| ---------------- | ------- | ------------ | --------------- |
| Prima stagione   | 22      | 2014-2015    | 2015            |
| Seconda stagione | 16      | 2015-2016    | 2016            |

## Personaggi e interpreti

### Personaggi principali
- Laura Diamond, interpretata da Debra Messing, è una tosta, determinata poliziotta del dipartimento di polizia. Madre di due gemelli di otto anni, deve destreggiarsi tra il lavoro e la sua famiglia e anche se con qualche difficoltà riesce sia a dedicare del tempo ai suoi figli che a sbattere in galera i criminali.
- Jake Broderick, interpretato da Josh Lucas, ex-marito di Laura e Capitano di Polizia presso lo stesso distretto della moglie. Nel corso della prima stagione cerca in tutti i modi di tornare insieme ma senza successo.
- Billy Soto, interpretato da Laz Alonso
- Meredith Bose, interpretata da Janina Gavankar
- Max Spencer Carnegie, interpretato da Max Jenkins
- Francesca "Frankie" Pulaski, interpretata da Meg Steedle

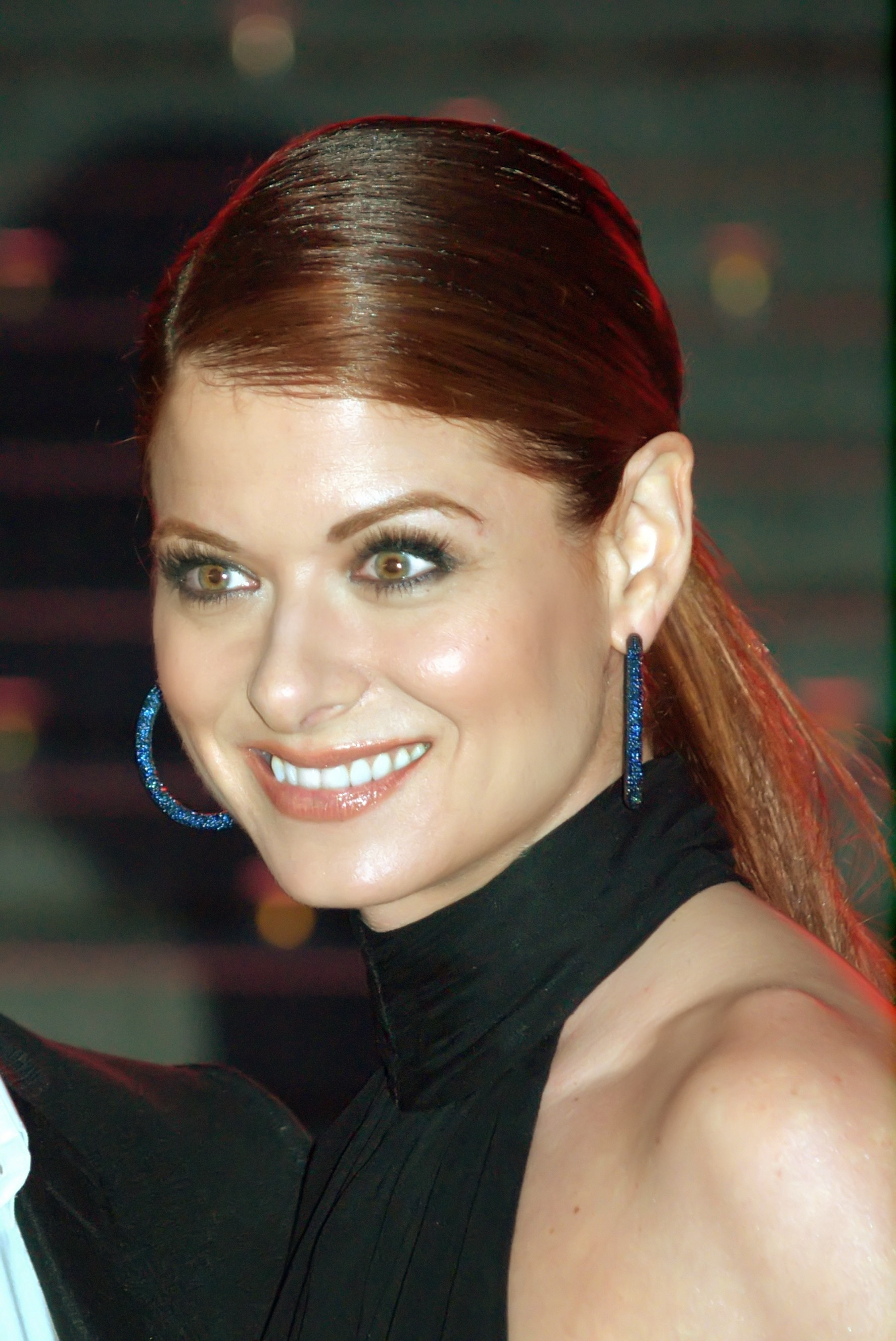
Debra Messing interpreta Laura Diamond
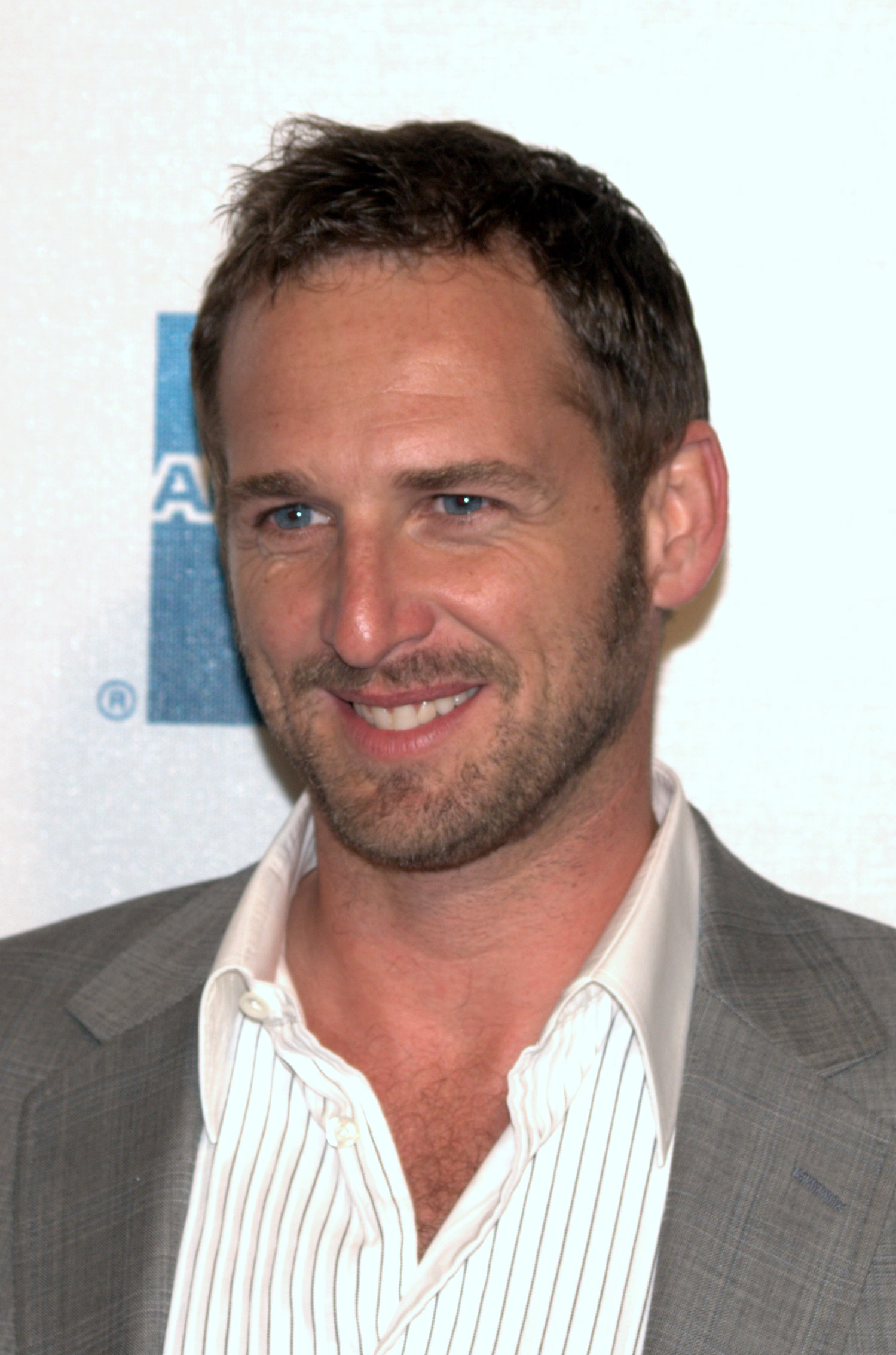
Josh Lucas interpreta Jake Broderick
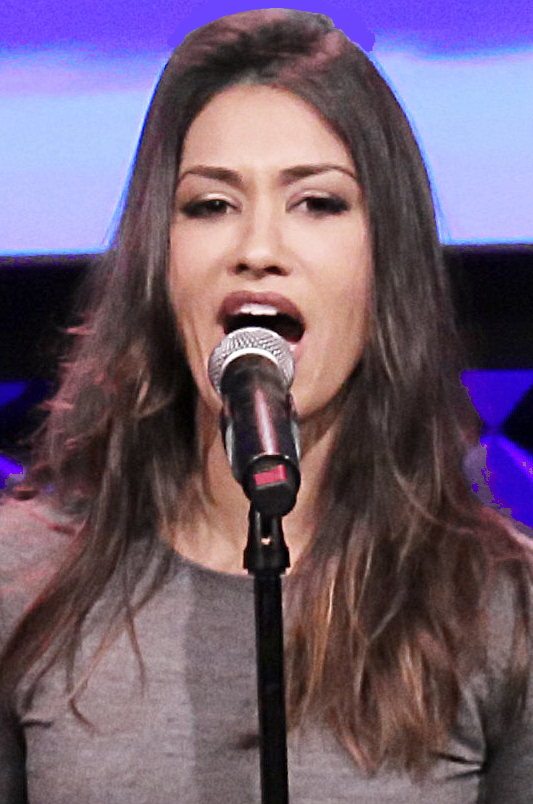
Janina Gavankar interpreta Meredith Bose

### Personaggi ricorrenti
- Leo Diamond, interpretato da Robert Klein
- Nicholas Broderick, interpretato da Charles Reina
- Harrison Broderick, interpretato da Vincent Reina
- Alicia, interpretata da Alysia Joy Powell
- Reynaldo West, interpretato da Marc Webster
- Tony Abbott, interpretato da Neal Bledsoe
- Dan Hauser, interpretato da Enrico Colantoni
- Nancy Santiani, interpretata da Callie Thorne
- Jennifer Lambert, interpretata da Jenna Fischer
- Lucy Diamond, interpretata da Debby Ryan
- Brenda Phillips, interpretata da Stockard Channing

## Riconoscimenti
- 2015 - Young Artist Awards[3]
  - Candidatura Miglior performance in una serie televisiva - Giovane attrice guest star di anni 10 o meno a Morgan McGarry